# Paul Bonneau
Paul Bonneau   (Moret-sur-Loing, 14 de setembre de 1918 - Conflans-Sainte-Honorine, 8 de juliol de 1995) fou un director i compositor francès.

## Biografia
Nascut a Moret-sur-Loing el 1918, Paul Bonneau va estudiar música al Conservatori de Música i Declamació de París a la mateixa classe que Henri Dutilleux, Raymond Gallois-Montbrun i Jacqueline Robin. Va guanyar els primers premis d'harmonia el 1937 a la classe de Jean Gallon, de fuga el 1942 a la classe de Noël Gallon i de composició el 1945 a la classe d'Henri Büsser.
El 1939, va ser subcap de música de l'Exèrcit. El 1945 va ser nomenat conjuntament cap de música de la Guàrdia Republicana. Després va esdevenir director de música simfònica lleugera a la ràdio nacional, càrrec que va ocupar durant uns trenta anys. La seva primera emissió radiofònica va ser el 27 de novembre de 1944. Durant els 30 anys següents, Paul Bonneau va dur a terme 638 sessions d'enregistrament de música simfònica lleugera, que corresponen a més de 1.500 concerts emesos en emissions radiofòniques nacionals.
L'any 1960, amb l'acord de la RTF, va fundar el grup vocal "Les Djinns" que va interpretar i gravar 88 títols.
Des de 1942 fins a la seva mort, Paul Bonneau va escriure més de 500.000 mesures orquestrals. Va col·laborar, com a compositor o co-compositor, en 51 grans pel·lícules franceses, i en nombrosos curtmetratges. Va compondre obres serioses; inclouen: Obertura per a un drama, Concert per a saxo i orquestra, A Frenchman in New York (en homenatge a An American in Paris de George Gershwin, a qui està dedicada la peça). També és compositor de suites de música simfònica lleugera, nombroses peces per a orquestra; va musicar 10 Faules de Jean de La Fontaine, i va compondre moltes melodies i cançons lleugeres. També se li deuen un nombre important d'arranjaments per a orquestra i acompanyaments de cant per a espectacles de varietats.
Va gravar tota una sèrie de discos de música descriptiva evocadora de gènere titulats "Impressions et images" sota la marca Chapell, al capdavant de l'Orquestra Simfònica de la Llum de París, i destinats a la il·lustració sonora per a Radio-France. Moltes composicions, fins i tot arranjaments, són d'ell mateix o de Pierre Duclos.
En opereta, va ser l'adaptador musical i el compositor d'11 creacions de ballet al Théâtre du Châtelet. També va adaptar àries de Jacques Offenbach per a l'opereta d'Offenbach Folies Parisiennes (1976). En col·laboració amb Jack Ledru, és el compositor de La Parisienne estrenada al "Grand Théâtre" de Tours el 19 de febrer de 1982.

## Vida privada
Paul Bonneau es va casar a Évreux el 22 de gener de 1940 amb la pianista Jacqueline Robin, de qui es va divorciar el 1959. La parella va tenir un fill, Christian Bonneau (també compositor-arranjador), la padrina del qual va ser Geneviève Joy.

## Operetes
- 1976 : Volga
- 1974 : Les Trois Mousquetaires
- 1971 : Gipsy
- 1968 : L'Auberge du Cheval-Blanc
- 1967 : Le Prince de Madrid
- 1959 : Le Secret de Marco-Polo
- 1959 : Rose de Noël
- 1955 : Méditerranée
- 1954 : À la Jamaïque
- 1954 : La Toison d'Or
- 1951 : Le Chanteur de Mexico

## Filmografia
- 1961 : Napoléon II, l'aiglon
- 1959 : Visa pour l'enfer
- 1958 : En légitime défense
- 1958 : La Fille de feu
- 1957 : L'Auberge en folie
- 1957 : Adorables Démons
- 1956 : Pitié pour les vamps
- 1953 : Moineaux de Paris
- 1953 : La Loterie du bonheur
- 1951 : Le Plus Joli Péché du monde
- 1966:’’ Les Globes Trotters’’

## Revisió
1950: La Revue de l'Empire d'Albert Willemetz, Ded Rysel i André Roussin, música de Paul Bonneau, Maurice Yvain, Francis Lopez i Henri Bourtayre, dirigida per Maurice Lehmann i Léon Deutsch, Théâtre de l'Empire.